# Наносенсор
Наносенсор — це датчик, який використовує властивості та процеси в нанометровому масштабі (від 1 до 100 нанометрів) для виявлення та вимірювання фізичних, хімічних та біологічних явищ.
Наносенсори розроблено на основі кількох різних принципів, включаючи наноелектроніку, нанофотоніку та наноелектромеханіку, які є областями нанотехнологій. Ці пристрої здатні виявляти зміни в навколишньому середовищі на атомному або молекулярному рівні, що робить їх надзвичайно чутливими та точними.
У галузі електроніки наносенсори часто використовуються для виявлення змін електричного струму або опору у відповідь на зміни в місцевому середовищі. У нанофотоніці пристрої можуть бути розроблені для виявлення змін світла чи іншого електромагнітного випромінювання. У наноелектромеханіці вони можуть вимірювати механічні властивості, такі як сила, маса або переміщення.
Наносенсори мають широкий спектр потенційних застосувань. У медицині, наприклад, їх можна використовувати для виявлення маркерів захворювання в організмі людини на дуже ранніх стадіях, потенційно покращуючи прогноз і результати лікування. У моніторингу навколишнього середовища та сільському господарстві наносенсори можна використовувати для виявлення забруднюючих речовин або токсинів у дуже низьких концентраціях, покращуючи нашу здатність виявляти, попереджувати і пом'якшувати екологічні загрози. У промисловості вони можуть контролювати умови у виробничих процесах для підвищення ефективності, контролю якості та безпечності харчових продуктів.
Незважаючи на їхній потенціал, розробка та впровадження наносенсорів також представляє значні проблеми. До них належать проблеми, пов’язані з відтворюваністю, надійністю та стабільністю пристроїв, а також проблеми, пов’язані з етичними, правовими та суспільними наслідками нанотехнологій.
Дослідження наносенсорів — це динамічна галузь, яка швидко розвивається, і очікується, що постійний прогрес у матеріалознавстві, методах нанофабрикації та дизайні пристроїв постійно розширюватиме можливості та застосування цих пристроїв.

## Опис
Датчики на основі наноматеріалів мають ряд переваг у чутливості та точності порівняно з традиційними матеріалами. Наносенсори обладають можливістю підвищеної точності, тому що працюють в аналогічному стилі до природних біологічних процесів, дозволяючи функциалізацію з хімічними та біологічними молекулами,з упізнанними подіями, які викликають значні фізичні зміни. 
Підвищення чутливості обумовлено високим співвідношенням поверхні до об'єму наноматеріалів, а також новими фізичними властивостями, які можуть бути використані, як основа для виявлення, включаючи нанофотоніку.
Одновимірні наноматеріали, такі як нанодротини та нанотрубки , добре підходять для використання в наносенсорах, порівняно з масивними або тонкоплівними планарними пристроями. Вони можуть працювати як перетворювачі та дроти для передачі сигналу. Їх висока площа поверхні може викликати значні зміни сигналу при зв'язуванні аналіту. Їх невеликий розмір може забезпечити велике мультиплексування окремих адресних датчиків на невеликому пристрої. Їх використання також є "вільним від етикеток" в тому сенсі, що не потрібно флуоресцентних або радіоактивних міток на аналітах.
У наносенсорів є кілька викликів, включаючи уникнення забруднення та дрейфу, розробка відтворювальних методів калібрування, застосування методів перед-концентрації та розділення для досягнення правильної концентрації аналіту, що дозволяє уникнути насичення, та інтеграцію наносенсора з іншими елементами патрона датчиків надійним технологічним способом.
Потенційні застосування для наносенсорів включають ліки; виявлення забруднюючих речовин та патогенів на робочому місці, навколишньому середовищі, для перших відреагувавших  і в таких продуктах, як продукти харчування; і моніторинг виробничих процесів та обладнання та транспортних систем. Лікарські засоби застосування наносенсорів в основному обертаються навколо потенціалу наносенсорів для точного визначення окремих клітин або місць в організмі, де вони потребують. Вимірюючи зміни в об'ємі, концентрації, переміщення і швидкості, гравітаційному, електричному та магнітному силах, тиску і температурі клітин у тілі, наносенсори можуть бути здатними розрізняти і розпізнавати певні клітини, особливо ракові, у молекулярний рівень для доставки ліків або моніторингу розвитку до конкретних місць в організмі.

## Механізм Процесу
Є багато механізмів, за допомогою яких подію визнання можна перетворити на вимірювальний сигнал. Електрохімічні наносенсори побудовані на виявленні зміни опору в наноматеріалі при зв'язуванні аналіту, через зміни в розсіюванні або через спорожнення, переповнення носіїв заряду. Одна можливість це використовування нанопроводів, такі як карбонові нанотруби, електропровідні полімери або окисні металеві нанопроволоки як ворота в польових транзисторах, хоча до 2009 року вони не були випробуванні в умовах реального життя. Інші приклади включають в себе електромагнітні або плазмонні наносенсори, спектроскопічні наносенсори, такі як Підсилена поверхнею раманівська спектроскопія, магнітоелектричні або спінтронічні наносенсори та механічні наносенсори.

## Приклади
Один з перших робочих прикладів синтетичного наносенсора був створений дослідниками в Технологічному інституті Джорджії в 1999 році. Він включав в себе приєднання одиночної частки до кінця вуглецевої нанотрубки та вимірювання коливальної частоти нанотрубки як з, так і з без цієї частки. Розбіжність між двома частотами дозволила дослідникам виміряти масу прикріпленої частки.
Хімічні датчики також були побудовані з використанням нанотрубок для виявлення різних властивостей газоподібних молекул. Вуглецеві нанотрубки використовуються для відчуття іонізації газоподібних молекул, тоді як нанотрубки, виготовлені з титану, використовуються для виявлення атмосферних концентрацій водню на молекулярному рівні.
Багато з них включають в себе систему, за допомогою якої наносенсори будуються для того, щоб мати певне місце  для іншої молекули. Коли тільки ця конкретна молекула  підходить  до  наносенсору, і світло світиться на наносенсори, він відображатиме різні хвилі світла і, таким чином, буде різнокольоровим. Аналогічним чином, Flood et al. показав, що супрамолекулярна хімія господар-гість  пропонує кількісне відстеження, використовуючи Раман-спектроскопію, а також SERS.
Фотонічні пристрої також можуть бути використані як наносенсори для кількісного визначення концентрації клінічно відповідних зразків. Принцип роботи цих датчиків ґрунтується на хімічній модуляції об'єму гидрогелевої плівки, що включає решітку Брегга. Оскільки гідрогел набухає або стискається при хімічному роздратуванні, решітка Брегга змінює колір і розсіює світло на хвилях з різною довжиною. Заломлене  світло можна співвіднести з концентрацією цільового аналіту.
Одним з прикладів наносенсорів є використання флуоресцентних властивостей квантових точок селеніду кадмія,  як датчики, щоб виявити пухлини всередині тіла. Однак недоліком точок селеніду кадмію є те, що вони дуже токсичні для організму. Врешті-решт  дослідники працюють над розробкою чергових точок, виготовлених з іншого, менш токсичного матеріалу, зберігаючи при цьому деякі властивості флуоресценції. Зокрема, вони досліджують особливі переваги квантових точок сульфіду цинку, які, хоч і не є достатньо люмінесцентними, як селенід кадмію, але можуть бути додані до інших металів, включаючи марганець та різні лантанідові елементи. Крім того, ці нові квантові точки стають більш флуоресцентними, коли вони зв'язуються з їх цільовими клітинами.-

## Методика виробництва
На 2006 рік існує декілька версій як  отримувати  наносенсори. Літографія зверху вниз - це спосіб, яким зараз виконуються більшість інтегрованих схем. Вона передбачає запуск з більшого блоку деякого матеріалу та вирізання потрібної форми. Ці вирізнані пристрої, зокрема, призначені для використання в конкретних мікроелектромеханічних системах, що використовуються як мікроксенсори, загалом досягають лише мікро розмірів, але найновіші з них почали включати нанорозмірні компоненти.
Інший спосіб виготовлення наносенсорів - це метод знизу-вгору, який передбачає збір датчиків з ще менших компонентів, найімовірніше, окремих атомів або молекул. Це включає в себе переміщення атомів певної речовини поодинці на окремі позиції, які, хоча це було досягнуто в лабораторних тестах за допомогою інструментів, таких як атомно-силові мікроскопи, залишаються складністю, особливо для масового застосування, як з логістичних так і економічних причин. Швидше за все, цей процес буде використовуватися в основному для побудови молекул-початківців для самосборки датчиків.
Третій спосіб, який перебачає набагато швидші результати, включає самозбірку або "вирощування" конкретних наноструктур, які будуть використовуватися як датчики. Це найчастіше тягне за собою вже повний набір компонентів, які автоматично збираються в готовий продукт. Точно здатність відтворити цей ефект для потрібного датчика в лабораторії означає, що вчені можуть виробляти наносенсори набагато швидше і, можливо, набагато дешевше, дозволяючи численним молекулам зібрати себе з невеликим зовнішнім впливом або взагалі без нього, замість того, щоб збирати кожний датчик вручну. 

## Див. Також
- Біосенсор
- Біомолекулярна електроніка
- Нанотехнології
- Локалізований плазмон

### Книги
- Vinod Kumar Khanna (2022). Nanosensors: Physical, Chemical, and Biological. CRC Press. с. 335. ISBN 9780367514808.
- Sabu Thomas, Tuan Anh Nguyen, Mazaher Ahmadi, Ali Farmani, Ghulam Yasin (2021). Nanosensors for Smart Manufacturing. Elsevier. ISBN 9780128233580.
- Adil Denizli, Tuan Anh Nguyen, Susai Rajendran, Ghulam Yasin, Ashok Kumar (2021). Nanosensors for Smart Agriculture. Elsevier. ISBN 9780128245545.
- Baoguo Han, Vijay K. Tomer, Pradeep Kumar Singh та ін. (2020). Nanosensors for Smart Cities. Випуск у Micro and Nano Technologies. Elsevier. ISBN 978-0-12-819870-4. doi:10.1016/C2018-0-04422-9.

### Журнали
- ACS Nano (сайт)
- Nature Nanotechnology (сайт)
- Biosensors and Bioelectronics (сайт)
- Sensors and Actuators B: Chemical (сайт)

### Статті
- Ku Chin-An; Chung Chen-Kuei (2023-01). Advances in Humidity Nanosensors and Their Application: Review. Sensors (англ.) 23 (4). с. 2328. doi:10.3390/s23042328.
- Sharma Pankaj; Pandey Vimal; Husen Azamal та ін. (30 серпня 2021). A Review on Biosensors and Nanosensors Application in Agroecosystems. Nanoscale Research Letters (англ.) 16 (1). с. 136. doi:10.1186/s11671-021-03593-0.
- Weighing the Very Small: ‘Nanobalance’ Based on Carbon Nanotubes Shows New Application for Nanomechanics, Georgia Tech Research News.
- Emerging Technologies and the Environment
- Nanotechnology and Societal Transformation
- Nanotechnology, Privacy and Shifting Social Conventions
- Nanotechnology and Surveillance

## Інтернет-ресурси
- Weighing the Very Small: 'Nanobalance' Based on Carbon Nanotubes Shows New Application for Nanomechanics, Georgia Tech Research News.
- Emerging Technologies and the Environment
- Nanotechnology and Societal Transformation
- Nanotechnology, Privacy and Shifting Social Conventions
- Nanotechnology and Surveillance [Архівовано 2018-04-12 у Wayback Machine.]